# Witold Stefański (zoolog)
Witold Jakub Stefański (ur. 25 lipca 1891 w Kielcach, zm. 18 lipca 1973 w Warszawie) – polski zoolog, parazytolog, od 1952 członek Polskiej Akademii Nauk. 

## Życiorys
Edukację rozpoczął w rosyjskim gimnazjum państwowym w Pińczowie, po udziale w strajku szkolnym przeniósł się do Szkoły Handlowej w Kielcach, gdzie językiem wykładowym był język polski. Po zakończeniu nauki w szkole średniej został aresztowany przez władze carskie za udział w nielegalnych kółkach naukowych. Więziony był najpierw w Kielcach, a potem w Chęcinach. Dzięki staraniom matki po sześciu tygodniach opuścił więzienie i wyjechał do Genewy. Rozpoczął studia na Wydziale Przyrodniczym Uniwersytetu Genewskiego, który ukończył w 1914 roku, otrzymując tytuł doktora nauk przyrodniczych. Jeszcze w czasie studiów został asystentem w katedrze Zoologii i Anatomii Porównawczej. Po powrocie do kraju w 1917 objął posadę asystenta Jana Sosnowskiego w Katedrze Zoologii Systematycznej i Morfologicznej na Wydziale Filozoficznym Uniwersytetu Warszawskiego. W latach 1919–1925 prowadził tam wykłady dla studentów medycyny, farmacji i weterynarii. Od 1918 roku rozpoczął też pracę w Szkole Głównej Gospodarstwa Wiejskiego w Warszawie, gdzie wykładał zoologię i parazytologię. W 1920 roku otrzymał stopień doktora habilitowanego na podstawie pracy „Wydalanie u wolno żyjących nicieni”.  W 1925 został profesorem nadzwyczajnym a w 1935 uzyskał tytuł profesora zwyczajnego. W latach 1925–1952 profesor i kierownik Zakładu Zoologii i Parazytologii na Wydziale Weterynarii Uniwersytetu Warszawskiego, 1952–1961 profesor Wydziału Weterynaryjnego Szkoły Głównej Gospodarstwa Wiejskiego. W 1932 został powołany na członka korespondenta Towarzystwa Naukowego Warszawskiego, a w 1935 na jego członka rzeczywistego. W latach 1930–1931 i 1936–1939 sprawował funkcję dziekana Wydziału Weterynaryjnego UW. Zajmował się m.in. badaniami nad nicieniami (Nematoda) oraz gzem bydlęcym dużym (Hypoderma bovis).
Wraz z profesorem Gustawem Poluszyńskim  uważany jest za współzałożyciela polskiej szkoły parazytologii weterynaryjnej. 
W okresie II wojny światowej od 1941 kierował działem parazytologii Państwowego Instytutu Naukowego Gospodarstwa Wiejskiego w Puławach, przemianowanym na Rolniczy Zakład Badawczy Generalnego Gubernatorstwa.

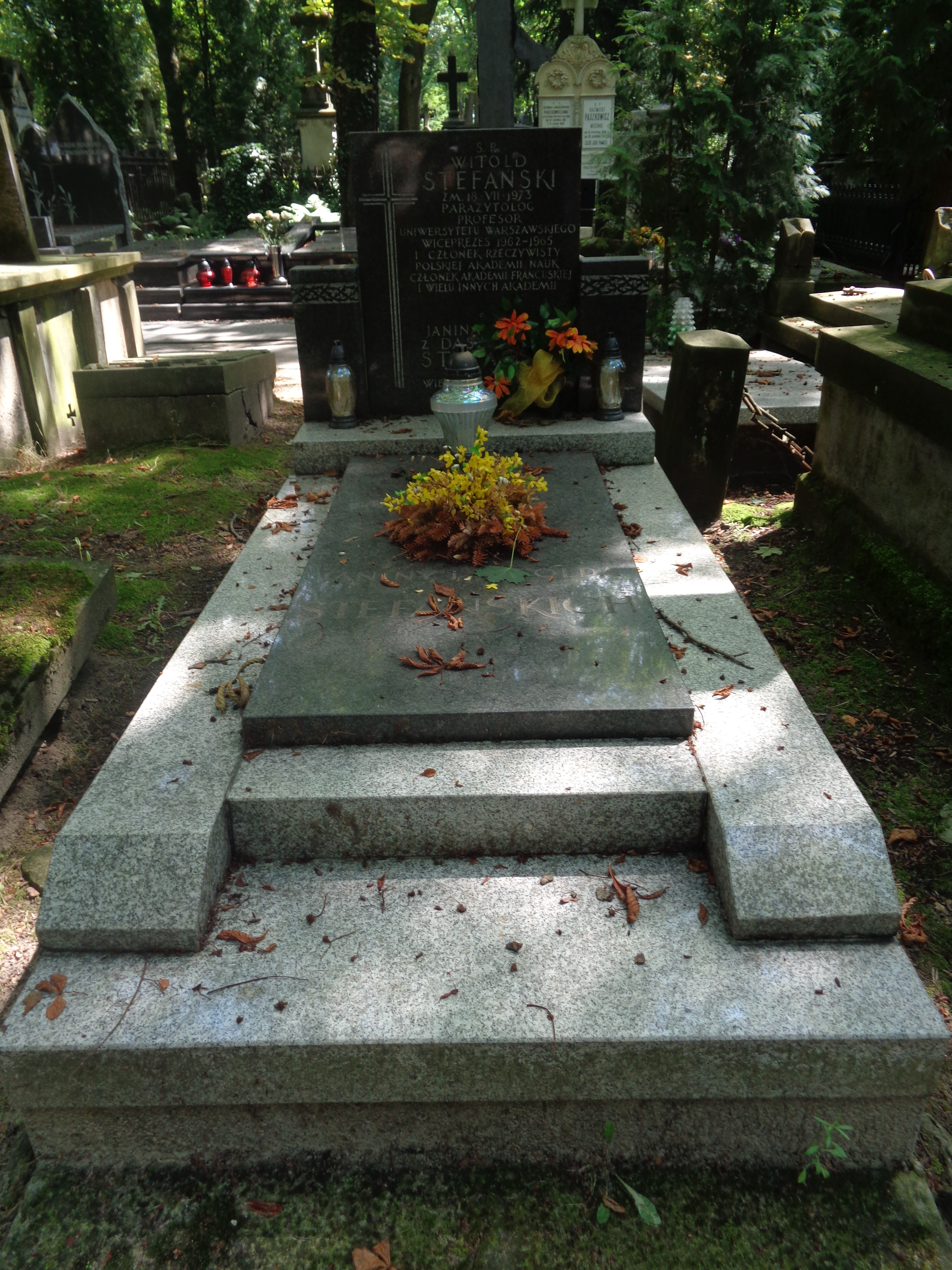
Nagrobek Witolda Stefańskiego

W latach 1962–1965 wiceprezes Polskiej Akademii Nauk. W roku 1952 prezes Polskiego Towarzystwa Nauk Weterynaryjnych. W listopadzie 1966 był założycielem i pierwszym prezesem Europejskiego Stowarzyszenia Parazytologów (European Federation of Parasitologists).
Mieszkał w domu Stowarzyszenia Mieszkaniowego Spółdzielczego Profesorów UW na Sewerynowie.
Pochowany na cmentarzu Powązkowskim (kwatera 12-2-13). Założony przez niego w roku 1951 Instytut Parazytologii PAN w Warszawie przy ul. Twardej od roku 1983 nosi imię Profesora. 29 marca 1974, na posiedzeniu Zarządu Głównego Polskiego Towarzystwa Parazytologicznego została ustanowiona Nagroda naukowa dla uczczenia pamięci Profesora Witolda Stefańskiego, przyznawana za opublikowaną, oryginalną, wyróżniającą się pracę (lub cykl prac) z zakresu parazytologii ogólnej, weterynaryjnej lub lekarskiej.

## Odznaczenia
- Krzyż Oficerski Orderu Odrodzenia Polski (1946)[3]
- Krzyż Komandorski Orderu Odrodzenia Polski (1951)[4]
- Order Sztandaru Pracy II klasy (1954)[5]
- Krzyż Oficerski Legii Honorowej
- Order Sztandaru Pracy I klasy
- Krzyż Oficerski Orderu Cyryla i Metodego
- Krzyż Oficerski Orderu Gwiazdy Rumuńskiej
- Medal im. Kopernika PAN

## Publikacje (wybór)
- Zarys parazytologii ogólnej (1950)
- Zarys parazytologicznych metod rozpoznawczych (1952, z E. Żarnowskim i A. Sołtysem).
- Parazytologia weterynaryjna (t.1 1963)
- Rozpoznawanie inwazji pasożytniczych u zwierząt (1971, z E. Żarnowskim)